# Boneco de neve
Um boneco de neve é uma escultura de um boneco feito em neve que se tornou um dos símbolos do natal, principalmente no hemisfério norte. Animações em geral utilizam muito isso, como em Frozen onde um dos personagens é um boneco de neve o Olaf (Disney). Geralmente os bonecos de neve possuem cabelo de grama, braços de galho de árvore e nariz de cenoura.

## História

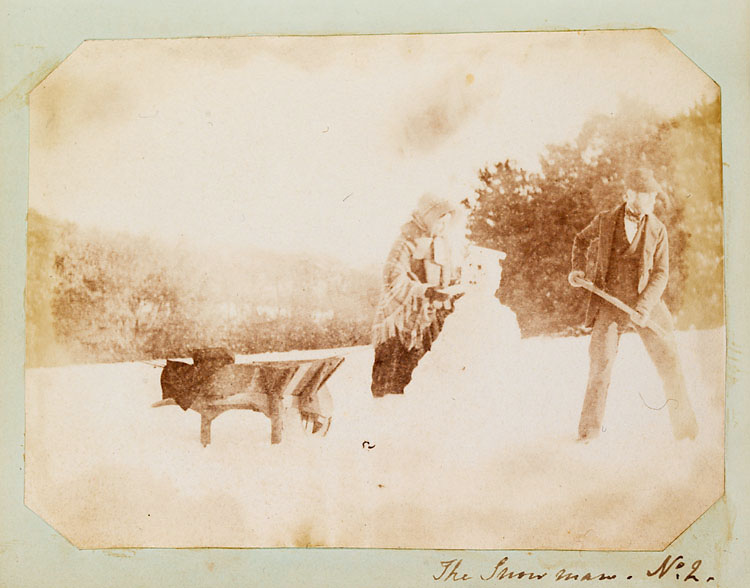
A foto mais antiga de um boneco de neve, datada de 1853

Não há documentação clara sobre a origem dos bonecos de neve. Todavia, Bob Eckstein, autor de A História do Boneco de Neve, documentou bonecos de neve datados da Idade Média, através de representações artísticas em museus europeus, galerias de arte e bibliotecas. O primeiro boneco de neve documentado é encontrado em uma ilustração nas margens de um livro de horas de 1390, encontrado na Biblioteca Nacional da Holanda. A fotografia mais antiga de um boneco de neve foi tirada em 1853 pelo fotógrafo galês Mary Dillwyn, encontrada na Biblioteca Nacional do País de Gales.

## Recordes
Em 2015, um homem do estado americano de Wisconsin ficou conhecido por fazer um grande boneco de neve com 22 pés de altura e uma base de 12 pés de largura.
O recorde para o maior boneco de neve do mundo foi estabelecido em 2008 em Bethel, Maine. A mulher de neve estava de altura, e foi nomeada em homenagem a Olympia Snowe, a U.S. Senador representando o estado de Maine.
O registro anterior também foi um boneco de neve construído em Bethel, Maine, em fevereiro de 1999. O boneco de neve recebeu o nome de "Angus, Rei da Montanha" em homenagem ao atual governador do Maine, Angus King. Ele era alto e pesava mais de 9 000 000 libra (massa)s (4 080 000 kg).

## Itens como tema
Bonecos de neve também podem ser um tema para brinquedos, fantasias e decorações. Uma época comum para decorações com tema de boneco de neve é durante o Natal. Um livro de artesanato sugeriu um plano fazendo uma pequena boneca de boneco de neve com luva branca, fita e outros suprimentos de artesanato.
Um livro sobre bonecos de neve, que incluía instruções sobre o trabalho com neve real, também menciona doces e confeitos com tema de boneco de neve. Algumas opções para itens de sobremesa com tema de boneco de neve incluem sorvete, marshmallows e macarons.

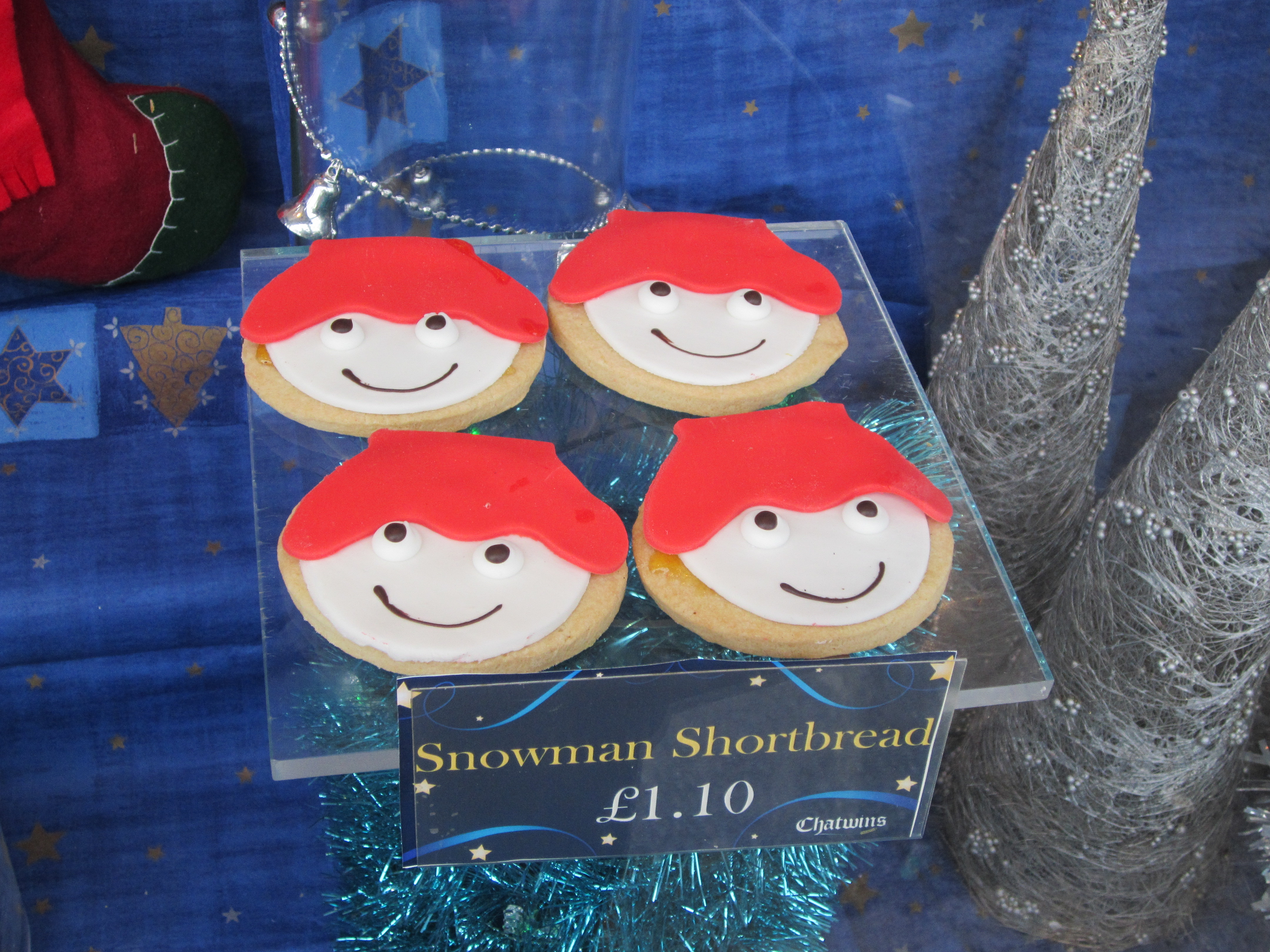
Bolinhos com tema de boneco de neve
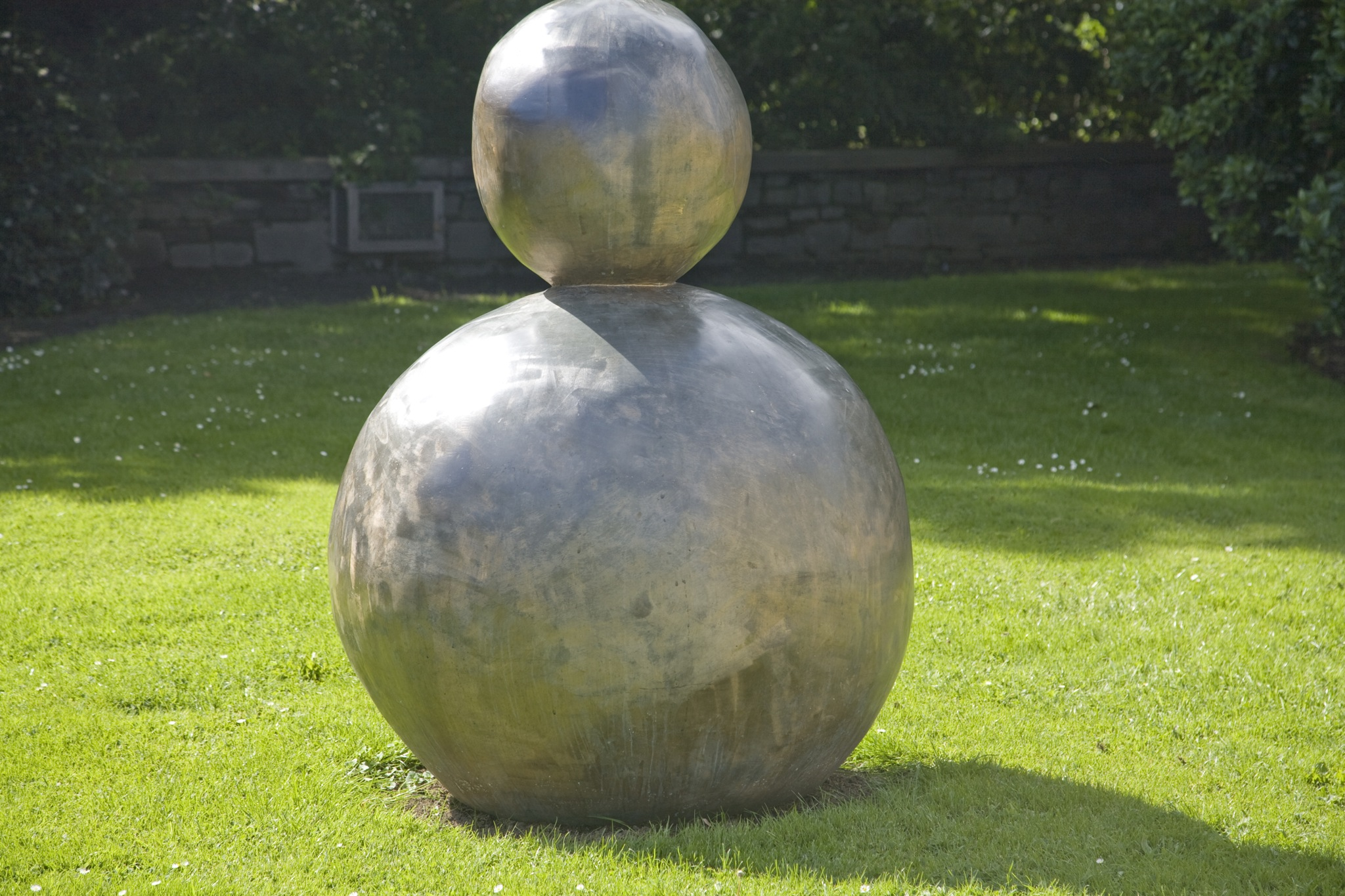
Escultura inspirada no boneco de neve
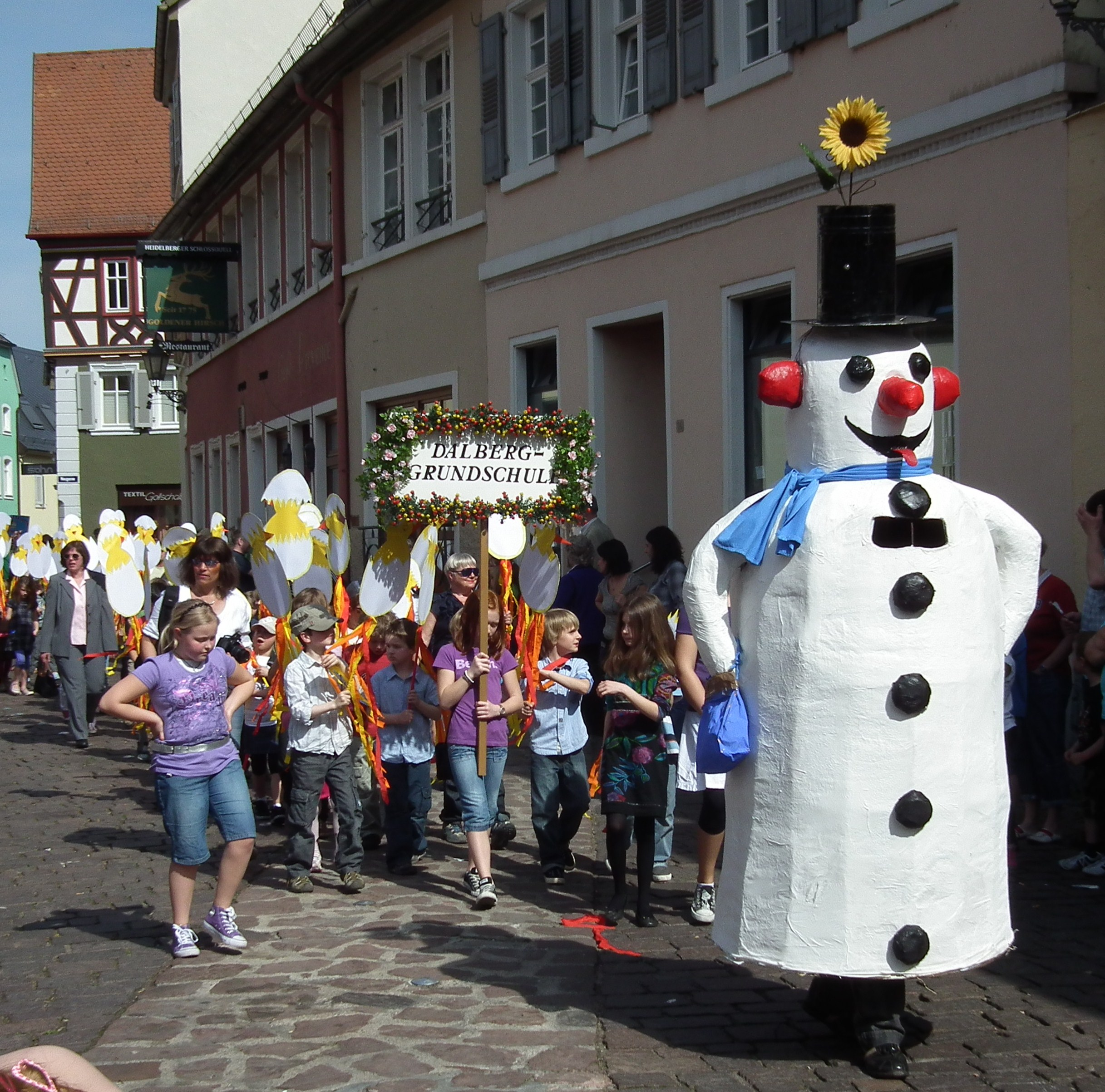
Pessoa em fantasia do boneco
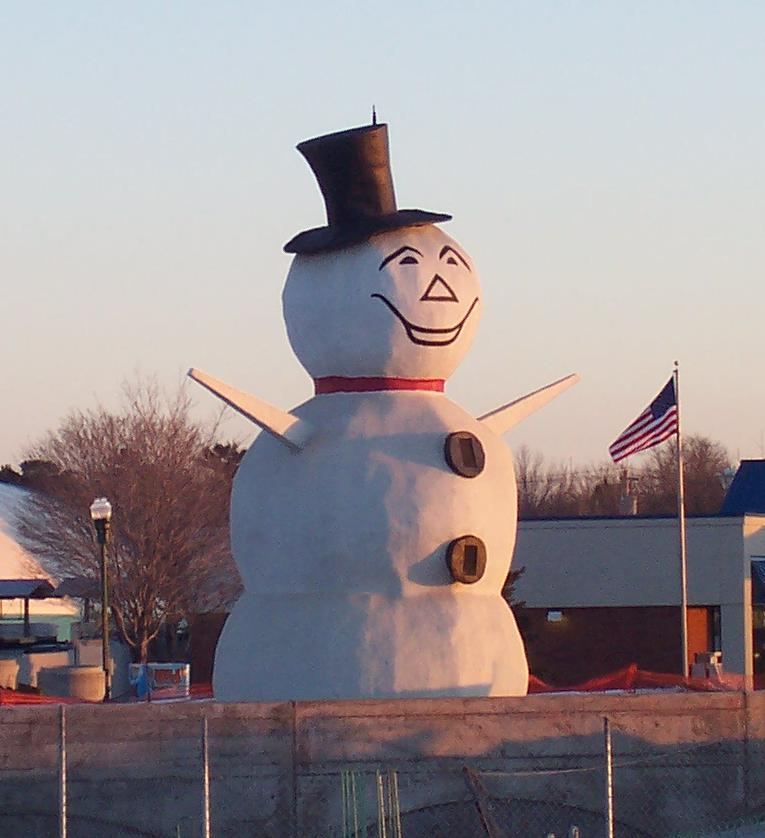
Estátua de exibição de boneco de neve